# Aeroportul Regional Brownwood
Aeroportul Regional Brownwood (IATA: BWD, ICAO: KBWD, FAA LID: BWD) este un aeroport din Texas, Statele Unite ale Americii ce deservește zona Brownwood⁠(d). Aeroportul a fost tranzitat în 2019 de 4 pasageri. A fost numit după zona deservită.
Situat la o altitudine de 422 m, aeroportul dispune de 2 piste.

## Infrastructură

### Piste
Aeroportul dispune de 2 piste. Pista 13/31 are suprafața de asfalt și dimensiunile 4.608 picioare × 101 picioare. Pista 17/35 are suprafața de asfalt și dimensiunile 5.599 picioare × 100 picioare. 